# Margrietnetwants
De margrietnetwants (Catoplatus fabricii) is een wants uit de familie van de Tingidae (Netwantsen). De soort werd het eerst wetenschappelijk beschreven door Carl Stål in 1868.

## Uiterlijk
De wants kan ongeveer 3.5 tot 4.5 mm lang worden en heeft een halsschild met drie kielen en een smalle zijrand. Net als de andere netwantsen hebben de vleugels een fijnmazig netwerkpatroon van aders. Het halsschild is niet naar voren uitgetrokken. De volwassen dieren zijn altijd langvleugelig (macropteer).

## Leefwijze
De volwassen dieren zijn het hele jaar te vinden, de meeste waarnemingen komen uit de periode april tot september. De wants leeft op gewone margriet (Leucanthemum vulgare) op zonnige, droge plaatsen. De soort kent één generatie per jaar en de volwassen dieren overwinteren in mossen. De nimfen worden gevonden in juni en juli.

## Leefgebied
De wants komt voor in Het midden en noorden van Europa. In Nederland is de soort zeer zeldzaam geworden en komt al geruime tijd alleen nog voor op enkele plaatsen in Zuid-Limburg.